# Convolvulus calvertii
Convolvulus calvertii är en vindeväxtart som beskrevs av Pierre Edmond Boissier. Convolvulus calvertii ingår i släktet vindor, och familjen vindeväxter. Inga underarter finns listade i Catalogue of Life.